# Dār al-Islām
Der islamische Rechtsbegriff dār al-Islām (arabisch دار الإسلام, DMG dār al-islām ‚Haus des Islams, Gebiet des Islams‘) bezeichnet einer verbreiteten Ansicht zufolge alle Gebiete unter muslimischer Herrschaft. Gegenbegriff ist dār al-Harb („Haus des Krieges, Gebiet des Krieges“). Gebiete, die nicht von der Umma kontrolliert werden, gelten dieser Meinung zufolge als Dār al-Ḥarb. Einer anderen, ebenfalls bereits im theologischen Diskurs des Mittelalters beispielsweise von An-Nawawi und al-Māwardī vertretenen Ansicht zufolge gilt eine Gegend jedoch bereits dann als dār al-Islām, wenn Muslimen in ihr die freie Ausübung ihrer Religion möglich ist. Im Gegensatz zum Begriff Umma gehen die Begriffe dār al-Islām und dār al-harb nicht direkt auf den Koran oder die Sunna zurück; sie entstammen vielmehr dem Diskurs der Rechtsgelehrten.
Aus politischen und ideologischen Gründen wird der Dār al-Islām auch als Dār as-Salām („Haus des Friedens“) bezeichnet. Die Bewohner des Dār al-Islāms sind dann, wenn der Meinung gefolgt wird, der Dār al-Islām umfasse nur Gebiete unter muslimischer Herrschaft, entweder Muslime oder Dhimmis, Schutzbefohlene minderen Rechts. Nichtmuslime aus dem Dār al-Ḥarb müssen einen zeitweiligen Schutzvertrag (Aman) abschließen, wenn sie den Dār al-Islām betreten wollen, da sie sonst als so genannte Ḥarbīs keine Rechte hätten, nicht einmal das Recht auf Leben. Der anderen oben skizzierten Ansicht zufolge, die auf die Möglichkeit der Religionsausübung als ausschlaggebendes Kriterium abstellt, kann ein Gebiet für seine muslimischen Bewohner auch dann als Dār al-Islām gelten, wenn die Bevölkerung mehrheitlich nichtmuslimisch ist und das Gebiet nicht unter muslimischer Herrschaft steht. Diese Ansicht liegt, wie der Islamwissenschaftler Johannes Bork betont, vor allem neueren Interpretationen zugrunde. Doch lassen sich auch im vormodernen Diskurs (An-Nawawi u. a., siehe oben) bereits Gelehrte finden, die sich auf das Kriterium konzentrieren, die Religion praktizieren zu können, was beispielsweise auch viele westliche Länder zu Gebieten des Dār al-Islām machen würde.